# سافينا سادولاييفا
سافينا إركينوفنا سادولاييفا (من مواليد 4 مارس 1998) هي لاعبة ألعاب قوى أوزبكية، تنافست في مسابقة القفز العالي للسيدات في دورة الألعاب الأولمبية الصيفية 2020، شاركت أيضا في دورة الألعاب الأولمبية الصيفية 2024 في القفز العالي للسيدات وحلت في المركز السابع مكرر مع اللاعبة روسية-قبرصية إيلينا كوليتشينكو.
في بطولة العالم للصالات المغلقة 2022 في بلغراد، احتلت المركز السادس بتحقيقها قفزة قدرها 192 متر، في بطولة العالم لألعاب القوى 2022 في أوريجون في الولايات المتحدة، احتلت المركز الخامس تكرار في حدث القفز العالي، بتسجيلها أفضل 196 متر، وأصبحت سادولاييفا أفضل من حقق قفزة من بين جميع القافزات الآسيويات في تلك البطولة.

## روابط خارجية
- سافينا سادولاييفا في موقع أوليمبيديا